# 시어도어 브래멜드
시어도어 브라멜드(Theodore Brameld, 1904년 ~ 1987년)는 미국의 재건주의 교육사상가이다.
그는 현대의 세계는 실업과 공황에 의한 불안과 전쟁의 위협에 의해 특징지워져 있다고 하였다. 이 위기를 해소하기 위해서는 민중의 지배체제를 확립시키고 교육이 다수자의 이익에 봉사할 수 있게 하며 생산수단이 다수자의 것이 되게 해야 한다고 하였다. 그는 진보주의를 발전적 방향으로 극복하는 문화적·교육적 이상향을 구상하였다. 이것은 문화혁명의 전망을 지니며 현대문화의 개조를 의미하는 것이었다. 그는 자기의 이런 입장을 개조주의라고 하였다. 개조주의란 자연과 인간에 관한 과학적 지식의 확고한 기초 위에 서서 미래에 대한 문화적 형태를 구상하고 그것을 확립하기에 유효한 수단을 발전시키려는 것이다. 즉 개조주의는 진보주의와 마찬가지로 인문주의에 기초를 두고 있다고 하였다.

## 같이 보기
- 교육사상
- 재건주의